# ألفريدو ميخيا
ألفريدو ميخيا (بالإسبانية: Alfredo Antonio Mejía Escobar) (3 أبريل 1990 في هندوراس - ) هو لاعب كرة قدم هندوراسي في مركز الوسط، شارك في الألعاب الأولمبية الصيفية 2012. وشارك مع منتخب هندوراس تحت 17 سنة لكرة القدم ومنتخب هندوراس تحت 20 سنة لكرة القدم ومنتخب هندوراس تحت 23 سنة لكرة القدم ومنتخب هندوراس لكرة القدم. أما مع النوادي، فقد لعب مع ريال إسبانيا ونادي أودينيزي ونادي ماراثون ونادي موتاجوا ‏ ونادي ديبورتيفو أوليمبيا وPanthrakikos F.C. ‏.

## وصلات خارجية
- ألفريدو ميخيا على موقع الاتحاد الدولي (مؤرشف)  (الإنجليزية)
- ألفريدو ميخيا على موقع قاعدة بيانات كرة القدم.إي يو (الإنجليزية)
- ألفريدو ميخيا على موقع ناشيونال فوتبول تيمز (الإنجليزية)
- ألفريدو ميخيا على موقع Soccerway.com (الإنجليزية)
- ألفريدو ميخيا على موقع أوليمبيديا (الإنجليزية)